# Подстригач, Ярослав Степанович
Ярослав Степанович Подстригач (25 мая 1928, Самострелы, Волынское воеводство — 28 мая 1990, Львов) — советский учёный в области теоретической механики, академик АН УССР (1972). Депутат Верховного Совета УССР 10—11-го созывов (1981—1990). Кандидат в члены ЦК КПУ (1976—1986). Член ЦК КПУ (1986—1990).
Основоположник теоретического моделирования в механике деформируемых сред с учётом их структуры, взаимосвязи процессов механической и немеханической природы.

## Биография
Родился в семье украинских крестьян Степана и Анастасии Подстригач. Отец в тридцатых годах прошлого века руководил местным отделом минпроса. В 1940 году Степана арестовывает НКВД, и вскоре он умирает в концлагере под Свердловском. Мать с двумя сыновьями — 12-летним Ярославом и 3-летним Тарасом, выслана в посёлок Джезказган Карагандинской области Казахстана. В 1945 году возвращается на Украину в родное село.
После окончания в 1946 году Межирицкой средней школы поступил во Львовский государственный университет имени Ивана Франко на физико-математический факультет, в 1951 году — в аспирантуру при Институте машиноведения и автоматики АН Украины (с 1964 года — Физико-механический институт АН Украины). В 1954 году стал кандидатом наук.
Член КПСС с 1960 года.
Похоронен на Лычаковском кладбище во Львове.

## Научная деятельность
В 1954—1972 годах работает в Физико-механическом институте АН Украины.
В 1969 году получает степень доктора физико-математических наук. В этом же году ему присвоено учёное звание профессора, избран членом-корреспондентом Академии наук Украины.
В 1972 году избран академиком АН УССР и назначен председателем Западного научного центра Академии наук.
В 1972—1978 годах руководит созданным им Львовским филиалом математической физики Института математики АН Украины. С 1978 года и до конца жизни был директором Института прикладных проблем механики и математики АН Украины.
В 1972 году избран действительным членом АН Украины и назначен председателем Западного научного центра АН Украины. В 1975 году присуждена Государственная премия УССР за разработку и внедрение в практику оптимальных режимов зонального отпуска сварных конструкций оболочкового типа. За цикл работ «Математические основы термомеханики» в 1977 году присуждена премия имени М. Крылова АН Украины. С 1978 года — директор Института прикладных проблем механики и математики АН Украины. В 1979 году присуждено почётное звание «Заслуженный деятель науки УССР».
Выдающийся учёный-механик, основоположник теоретического моделирования в механике деформируемых сред с учётом их структуры, взаимосвязи процессов механической и немеханической природы. Особое значение придавал роли классических и современных отраслей математики, настоятельно необходимых при построении математических моделей для учёта и сочетания в этих моделях последних достижений механики сплошных сред, неравновесной термодинамики, физики и химии конденсированных состояний, электродинамики и других родственных отраслей.
С 1972 года — член Президиума НАН Украины, председатель Западного научного центра НАН Украины. Был членом Национального комитета СССР по теоретической и прикладной механике, членом бюро научного совета по проблеме «Механика деформируемого твердого тела» при Президиуме АН Украины. Большую научно-организационную работу проводил как председатель секции научного совета АН Украины по проблеме биосферы при Западном научном центре АН Украины, председатель филиала научного совета АН Украины по проблеме «Кибернетика», член межведомственного научного совета по проблемам научно-технического и социально-экономического прогнозирования при Президиуме АН УССР и Госплане Украины, председатель научной секции математики и механики и коллегии Львовского научно-производственного приборостроительного комплекса. Был членом редколлегии ряда научных журналов, ответственным редактором республиканского межведомственного сборника «Математические методы и физико-механические поля».
Понимал, что для решения актуальных проблем народного хозяйства нужны высококвалифицированные кадры. Много сил и энергии отдавал совершенствованию в регионе всех звеньев системы подготовки специалистов, научных, научно-педагогических работников — средней, высшей школы, научно-исследовательских учреждений и предприятий. Плодотворную научную и научно-организационную работу успешно сочетал с педагогической деятельностью. Более 25 лет преподавал во Львовском университете имени Ивана Франко, заведовал созданной в университете по его инициативе на базе Института прикладных проблем механики и математики АН Украины кафедрой математического моделирования.
Автор 300 научных работ, в частности — 14 монографий.
Подготовил более 50 докторов и кандидатов наук.

### Научные труды
- Подстригач Я. С., Коляно Ю. М. Неустановившиеся температурные поля и напряжения в тонких пластинках. — Киев: Наук. мысль, 1972. — 308 с.
- Подстригач Я. С., Коляно Ю. М. Обобщенная термомеханика. — Киев: Наук. мысль, 1976. — 310 с.
- Подстригач Я. С., Коляно Ю. М., Громовик В. И., Лозбень В. А. Термоупругость тел при переменных коэффициентах теплоотдачи. — Киев: Наук. мысль, 1977. − 158 с.
- Подстригач Я. С., Коляно Ю. М., Семерак М. М. Температурные поля и напряжения в элементах электровакуумных приборов. — Киев: Наук. мысль, 1981. — 342 с.
- Подстригач Я. С., Ломакин В.А, Коляно Ю. М. Термоупругость тел неоднородной структуры. — М.: Наука, 1984. — 378 с.

## Награды
- Государственная премия УССР в области науки и техники (1975) — за разработку и внедрение в практику оптимальных режимов зонального отпуска сварных конструкций оболочкового типа.
- Премия им. М. М. Крылова (1977) — за цикл работ «Математические основы термомеханики».
- Заслуженный деятель науки УССР (1979).